# Втрати 10-ї окремої гірсько-штурмової бригади
У статті описано деталі загибелі бійців 10-ї окремої гірсько-штурмової бригади.

## 2016
- 1 червня 2016 - Тивончук Андрій Валерійович, прапорщик[1].
- 7 червня 2016 - Кнуренко Андрій Миколайович, старший сержант[2].
- 23 липня 2016 - Василик Анатолій Васильович, солдат. бої за Мар'їнку.
- 16 серпня 2016 - Лесняк Денис Ігорович, майор, бойове зіткнення з ДРГ.
- 24 вересня 2016 - Уханський Степан Федорович, солдат[3].

## 2017
- 2 липня 2017 - Грибук Сергій Іванович, солдат[4].
- 22 серпня 2017 - Фурман Микола Васильович, солдат[5].
- 22 вересня 2017 - Маринкевич Василь Степанович, прапорщик[6].
- 23 вересня 2017 - Довгий Роман Сергійович, старший солдат, бойове зіткнення з ДРГ біля с. Новоолександрівки Луганської області.
- 13 жовтня 2017 - Головченко Юрій Петрович[7].
- 17 листопада 2017 - Добровольський Андрій Омелянович,  Світлодарська дуга[8].
- 19 листопада 2017 - Гаврилюк Юрій Олегович,  ДТП[9].
- 7 грудня 2017 - Дубей Іван Омелянович, (20.01.1988), помер в результаті поранення під Новозванівкою[10].
- 27 грудня 2017 - Козак Ярослав Романович[11].

## 2018
- 20 лютого 2018 - Галицька Сабіна Станіславівна, старша медична сестра, Кримське[12].
- 10 березня 2018 - Іванків Іван Михайлович, солдат, Підлісне, Попаснянський район[13].
- 19 березня 2018 - Мужичук Микола Андрійович, молодший лейтенант[14].
- 24 серпня 2018 -  Володько Максим Миколайович, старший сержант[15].
- 28 жовтня 2018 - Дарій Дмитро Кузьмович,  селище Кримське[16].
- 9 листопада 2018 - Воробей Іван Володимирович, Кримське
- 9 листопада 2018 - Летюка Євген Валерійович, Кримське[17].
- 17 листопада 2018 - Онофрейчук Віталій Георгійович[18]
- 29 листопада 2018 - Проданюк Сергій Григорович, Кримське[19].

## 2019
- 5 січня 2019 - Тіхонов Юрій Володимирович[20].
- 1 лютого 2019 - Локатир (Возняк) Юрій Миколайович[21][22]
- 7 квітня 2019 - Чемний Ярослав Петрович, солдат[23]
- 23 липня 2019 - Андрієнко Олександр, командир артбатареї, ДТП[24].
- 29 листопада 2019 - Капустян Олексій Віталійович, сержант, в результаті смертельного кульового поранення[25].

## 2020
- 22 січня 2020 - Сорочук Микола Васильович, старший солдат.
- 31 березня 2020 - Маланчук Олександр Васильович, лейтенант.

## 2022
було поховано 19 військовослужбовців 108 окремого гірсько-штурмового батальйону 10 окремої гірсько-штурмової бригади «Едельвейс», які загинули  у березні 2022 року. В братській могилі поховали: , , , , , , , , , у, , , Богдана Шамаріна, Павла Холявку, Сергія Григоряка, Владислава Молдована, Сергія Посікеру, Ігоря Романишина та Дмитра Стрільця.
- березень 2022 - Стець Василь. Загинув в результаті ворожого авіанальоту на Київщину. Похований 2 травня 2024 року в м. Чернівцях у братській могилі.
- березень 2022 -  Ладовський Ігор. Загинув в результаті ворожого авіанальоту на Київщину. Похований 2 травня 2024 року в м. Чернівцях у братській могилі
- березень 2022 -  Лень Тарас. Загинув в результаті ворожого авіанальоту на Київщину. Похований 2 травня 2024 року в м. Чернівцях у братській могилі
- березень 2022 -  Ащеулов Володимир. Загинув в результаті ворожого авіанальоту на Київщину. Похований 2 травня 2024 року в м. Чернівцях у братській могилі
- березень 2022 -  Бурлаченко Анатолій. Загинув в результаті ворожого авіанальоту на Київщину. Похований 2 травня 2024 року в м. Чернівцях у братській могилі
- березень 2022 -  Дільний Василь. Загинув в результаті ворожого авіанальоту на Київщину. Похований 2 травня 2024 року в м. Чернівцях у братській могилі
- березень 2022 -  Казмірчук Едуард. Загинув в результаті ворожого авіанальоту на Київщину. Похований 2 травня 2024 року в м. Чернівцях у братській могилі
- березень 2022 -  Сікорський Анатолій. Загинув в результаті ворожого авіанальоту на Київщину. Похований 2 травня 2024 року в м. Чернівцях у братській могилі
- березень 2022 -  Бодинчук Михайло. Загинув в результаті ворожого авіанальоту на Київщину. Похований 2 травня 2024 року в м. Чернівцях у братській могилі
- березень 2022 -  Вієра Василь. Загинув в результаті ворожого авіанальоту на Київщину. Похований 2 травня 2024 року в м. Чернівцях у братській могилі
- березень 2022 -  Федор Микола. Загинув в результаті ворожого авіанальоту на Київщину. Похований 2 травня 2024 року в м. Чернівцях у братській могилі
- березень 2022 -  Велієв Аділ Велі Огли. Загинув в результаті ворожого авіанальоту на Київщину. Похований 2 травня 2024 року в м. Чернівцях у братській могилі
- солдат Бережний Віталій Дмитрович, 7 березня 2022 року[27].
- Волошин Дмитро Вікторович 28.01.1999, м. Снігурівка Миколаївської області. Загинув в Київській області під час виконання бойового завдання 19 березня 2022 року. Похований 24 березня 2022 р. в м. Малин Житомирської області на Алеї Героїв.
- 31 травня; старший солдат Максимів Микола Богданович
- 1 червня; молодший сержант Власенко В'ячеслав Андрійович
- молодший сержант Сирота Олег Дмитрович, 15 червня 2022 року.
- 22 червня 2022 - Назар Мялікгулиєв, 32 роки. Молодший сержант, позивний «Поет». Загинув внаслідок артобстрілу у селі Миколаївка на Луганщині[28].
- Коропецький Ігор Миронович, 28 червня 2022 року[29].
- Бандура Роман Степанович. 29 січня 1971, с. Пуків на Рогатинщині. Загинув 8 вересня 2022 у Бахмутському районі поблизу села Яковлівка на Донеччині від вогнепальних поранень
- Харкавий Юрій. 5 травня 1988, м. Івано-Франківськ. Загинув у результаті ракетного обстрілу 19 вересня 2022
- солдат Люклян Василь Васильович, 19 вересня 2022 року.
- Доброцький Юрій Миколайович. м. Ворохта Івано-Франківська область. Загинув 22 вересня 2022 під час артилерійського обстрілу [30]
- Бордун Любомир Бориславович. 29 червня 1984, Івано-Франківська область. Загинув 23 вересня 2022 у Донецькій області[31].
- 8 жовтня; солдат Карп'юк Ілля Петрович
- 17 жовтня 2022 — Силкін Сергій («Ірокез»). 17 липня 1994, м. Івано-Франківськ [32].
- лейтенант Дударчук Віталій Вікторович, командир 2-го гірсько-штурмового взводу 3-ї гірсько-штурмової роти. Загинув 4 листопада 2022 року в районі населеного пункту Спірне Бахмутського району Донецької області[33].
- Іващук Віктор Олегович, 13 листопада 2022 року[34].
- 12 грудня 2022 - Радік Валерій Вікторович. Солдат, стрілець-снайпер. Загинув  поблизу м. Марʼїнка  Донецької області[35].

## 2023
- 18 січня 2023 - Вичівський Степан, військовослужбовець, загинув під час ворожого артобстрілу поблизу міста Бахмут на Донеччині[36].
- 11 лютого 2023 - Горбашевський Ярослав, солдат, загинув поблизу села Білогорівка Бахмутського району.
- Кознюк Михайло. 1996, с. Буковець. Загинув внаслідок поранень, спричинених ворожим артилерійським обстрілом на Донецькому напрямку[37].
- 13 лютого 2023 - Кравчук Віталій. [38]
- 13 лютого 2023 - Мачушак Іван, загинув під час ворожого мінометного обстрілу в районі села Білогорівка Бахмутського району.
- 16 лютого 2023 - Шаблій Василь.15 лютого 1977, с. Нестерівці Загинув у боях за Бахмут[39][40].
- 17 лютого 2023 - Дзюбка Олег («Тіктокер»). 28 років, м. Івано-Франківськ.
- 18 лютого 2023 - Граб'юк Роман. 55 років, селище Яблунів. Загинув на Бахмутському напрямку[41].
- 19 лютого 2023 - Губ'як Юрій. 37 років, м. Львів.[42].
- 1 березня 2023 - Мороз Микола Миколайович, солдат
- 8 березня 2023 - П'яза Володимир Дмитрович. 24 січня 1985, м. Снятин. Загинув  у боях за Донеччину[43][44].
- 15 березня 2023 - Кулак Олександр. 16 грудня 1978, селище Ланчин. [45]
- 15 березня 2023 - Ділета Назарій Михайлович. 13 лютого 1996, м. Івано-Франківськ. Загинув  внаслідок мінометного обстрілу поблизу села Білогорівка Бахмутського району[46][47][48].
- 18 березня 2023 - Якібчук Руслан Дмитрович. 30 червня 1973, м. Косів. Загинув поблизу села Роздолівка Бахмутського району на Донеччині[49][50].
- 18 березня 2023 - Потапчук Валерій Михайлович. 11 листопада 1977, с. Малушка. Загинув в районі Бахмута внаслідок мінометного обстрілу[51]
- 20 березня 2923 - Чемерис Андрій Іванович, молодший сержант
- Гриджук Микола. 36 років, Печеніжинська громада. Загинув у бою з російськими окупантами поблизу села Білогорівка Соледарської міської громади Бахмутського району Донецької області[52].
- Мельник Андрій. 1992, с. Манява. Загинув в селі Білогорівка Донецької області внаслідок танкового обстрілу[53]
- Липка Михайло. 1974, с. Кунисівці. Загинув поблизу села Берестове Бахмутського району[54].
- 8 квітня 2023 -  Ніньовський Олександр, старший солдат. Загинув поблизу села Роздолівка Донецької області[55].
- 10 травня 2023 - Петрів Михайло, з Івано-Франківської області, загинув на Донеччині[56]
- 16 травня 2023 - Валило Тарас, командир танка, загинув в результаті артилерійського обстрілу РФ поблизу села Званівка Бахмутського району на Донеччині[57].
- 16 травня 2023 - Кирилюк Юрій Вячеславович. Загинув внаслідок артилерійського обстрілу позицій[58]
- 21 травня 2023 -  Мурашко Михайло Володимирович, солдат
- 5 червня 2023 -  Голубка Іван Васильович, молодший сержант
- 6 червня 2023 -  Рудак Андрій Тарасович, лейтенант
- 22 жовтня 2023 - Зібницький Максим, старший механік-водій гірсько-штурмового відділення. Загинув у бою в районі с. Берестове Бахмутського району Донецької області.
- 28 листопада 2023 - Каменчук Олександр, штаб-сержант. Загинув в районі села Іванівка Куп'янського району на Харківщині[59].
- 8 грудня 2023 - Горкуша Павло Васильович («Паштет»). Загинув  в районі села Берестове Бахмутського району, Донецької області[60][61].
- 11 грудня 2023 - Лаврук Юрій. 4 жовтня 1985, м. Косів. Загинув внаслідок штурму російськими військовими українських позицій поблизу села Спірне Донецької області[62].
- 13 грудня 2023 - Кіщук Микола Миколайович. 4 липня 1976, селище Яблунів. Головний сержант, командир відділення бронетанкової техніки. Загинув біля Бахмута [63].
- 13 грудня 2023 - Мосорук Леонід Дмитрович. 13 березня 1975, м. Верховина. Сержант, служив у зенітно-кулеменій роті. Загинув біля Бахмута [64]
- 22 грудня 2023 - Кожушок Антон Богданович. 20 травня 1994. Ветеран АТО. Солдат взводу снайперів. Загинув біля н.п. Білогорівка Донецької області [65]
- 26 грудня 2023 - Чіка Роман Михайлович. 27 березня 1987, м. Долина. Солдат, гранатометник[66]
- 26 грудня 2023 - Багрій Андрій Іванович. 1983, с. Старі Богородчани. Старший стрілець-оператор. Загинув  біля с. Берестове Бахмутського району Донецької області [67].
- 26 грудня 2023 - Шаюк Андрій. 17 січня 1977, м. Бурштин[68]
- 31 грудня 2023 - Воробець Павло Романович, солдат, помічник гранатометника, загинув в районі с. Берестове Бахмутського району Донецької області[69].

## 2024
- 11 січня 2024 - Сарапулов Юрій. 57 років.[70]
- 12 січня 2024 - Бурачок Микола. Народився 14 жовтня 1986, Брошнів-Осада. Загинув внаслідок поранень, несумісних з життям
- 16 січня 2024 - Івасюк Віталій Михайлович. 3 жовтня 1983, с. Фатовець. Загинув поблизу села Синьківка Куп'янського району, що на Харківщині[71].
- 21 січня 2024 - Ткач Сергій Георгійович. 36 років, с. Банилів. Загинув внаслідок артилерійського обстрілу у Харківській області[72].
- 21 січня 2024 - Рендюк Олег Леонідович. 1988, с. Святець.[73]
- 21 січня 2024 - Булига Іван. Загинув внаслідок артилерійського обстрілу у Бахмутському районі[74]
- 21 січня 2024 - Тарасюк Ярослав. 33 роки, с. Банилів. Загинув  внаслідок артилерійського обстрілу у Бахмутському районі.[75].
- 24 січня 2024 - Пилипко Денис. Загинув  внаслідок скиду боєприпасу з російського БПЛА поблизу Малої Токмачки у Запорізькій області[76]
- 11 лютого 2024 - Татарчук Юрій. 1993, с. Слобода. Загинув  поблизу села Веселе Бахмутського району[77]
- 14 лютого 2024 - Хіцяк Юрій. 5 травня 1997, с. Черче поблизу Рогатина. Загинув  на Бахмутському напрямку[78]
- 14 лютого 2024 - Букатка Михайло. Загинув внаслідок атаки дронів-камікадзе на Донеччині[79]
- 18 лютого 2024 - Рашковецький Василь Васильович. 18 лютого 1986, м. Городенка. Загинув поблизу населеного пункту Берестове, Бахмутського району, Донецької області[80]
- 18 лютого 2024 - Стеницький Володимир. Загинув поблизу Берестового Бахмутського району Донецької області[81]
- 19 лютого 2024 - Лех Роман. 28 років, с. Хишевичі. Загинув  від російського обстрілу поблизу села Миколаївка Бахмутського району[82].
- 23 лютого 2024 - Росоловський Іван Степанович. 2 червня 1975, с. Путятинці Рогатинської громади. Загинув  внаслідок удару російського дрона[83]
- 7 березня 2024 - Андрейко Андрій Євгенович. 1 грудня 1988. Старший солдат, номер обслуги гранатометного відділення протитанкового взводу роти вогневої підтримки. Загинув поблизу села Спірне Бахмутського району[84]
- 26 березня 2024 - Головчак Юрій. 29 років, с. Смереково Ужгородського району. Загинув на Бахмутському напрямку в Донецькій області[85][86]
- 22 квітня 2024 - Цюлюпа Роман. Помер в Бурштині внаслідок поранення перебуваючи на реабілітації[87].
- 28 квітня 2024 - Дубкович Роман. Загинув під час виконання бойового завдання поблизу Берестового Бахмутського району на Донеччині.
- 3 травня 2024 - Русаль Тарас Максимович. Загинув від отриманих поранень внаслідок артилерійського обстрілу, в боротьбі з російськими окупантами поблизу населеного пункту Спірне Бахмутського району Донецької області[88]
- 6 липня 2024 - Липовий Ігор (1976 р.н.). Мобілізований 10 травня 2024 року. Загинув  від ворожого дрона-камікадзе поблизу населеного пункту Виїмка Бахмутського району Донецької області.
- 30 жовтня 2024 - Покровецький Василь Петрович. 4 січня 1971, с. Новичка. Гранатометник 2 гірсько-штурмового відділення 2 механізованого батальйону. Загинув  біля с. Веселе Соледарської громади[89]
- 5 грудня 2024 - Беновський Микола Іванович, 54 років. Солдат, гранатометник стрілецького відділення стрілецької роти стрілецького взводу 1 стрілецького батальйону. Загинув в районі населеного пункту Переїзне Бахмутського району Донецької області[90].
- 12 грудня 2024 - Батурина Богдан Зіновійович, 52 роки. Головний сержант мотопіхотного взводу. Загинув в районі н.п. Берестове-Виїмка на Донеччині[91].

## 2025
- 5 лютого 2025 — капітан Ємець Максим Михайлович
- 31 липня 2025 — Гавловський Сергій Петрович [92]
- 31 липня 2025 — Семенюк Іван. водій кулементного взводу, 109 ОГШБ [93]